# Джапаридзе, Майя Юрьевна
Майя Юрьевна Джапаридзе (13 апреля 1977) — российская[уточнить] футболистка, нападающая, тренер. Мастер спорта России (2000).

## Биография
В начале карьеры несколько сезонов выступала за клуб «Калужанка». Бронзовый призёр чемпионата России 1994 года. В начале 2000-х годов выступала за воронежскую «Энергию» вместе с соотечественницей Наной Гелбахиани, становилась серебряным призёром чемпионата России 2000 и 2001 годов. В 2002 году играла за московское «Чертаново».
По состоянию на 2007 год работала главным тренером клуба «Динамо» (Тбилиси), под её руководством команда принимала участие в еврокубках.